# Thelypodium integrifolium
Thelypodium integrifolium là một loài thực vật có hoa trong họ Cải. Loài này được (Nutt.) Endl. miêu tả khoa học đầu tiên năm 1842.